# Каміль Шевійяр
Каміль Поль Александр Шевійяр (фр. Camille Paul Alexandre Chevillard; 14 жовтня 1859, Париж — 30 травня 1923, Шату, департамент Івлін) — французький композитор і диригент. Син віолончеліста Александра Шевійяра.
Каміль Шевійяр закінчив Паризьку консерваторію за класом фортеп'яно у класі Ж. Матіаса. Спеціальної освіти з композиції не здобув. 1887 року Шарль Ламурьо запросив його до свого оркестру керівником хору. Надалі Шевійяр одружився з дочкою Ламуре і 1897 року отримав з рук свого тестя керівництво всім музичним колективом. 1905 року заснував струнне тріо Шевійяр — Гайо — Сальман. З 1907 став професором Паризької консерваторії за класом камерного ансамблю. Серед його учнів були Робер Соетан, Софі Кармен Екхардт-Граматте, Івонна Юбер та інші.
На посаді керівника Оркестру Ламуре Шевійяр, зокрема, диригував першими виконаннями «Моря» та «Ноктюрнів» Дебюссі, «Пелеаса та Мелізанди» Габріеля Форе. У той самий час Шевийяр загалом волів виконувати німецьких (Вагнер, Лист) композиторів. З 1914 року він очолював паралельно з оркестром Ламуре, оркестр паризької Опери.
Як композитор і виконавець зробив значний внесок у розвиток французької камерної музики. Композиторська спадщина Шевійяра включає фортеп'янні, камерні, симфонічні твори.